# Real Canadian Superstore
Real Canadian Superstore (właśc. the real Canadian Superstore, skr. RCSS lub Superstore) – kanadyjska sieć największych (kubaturowo) hipermarketów wielobranżowych, podlegająca spółce Loblaw Companies Ltd.

## Dzieje konkurencji
Historia kanadyjskich hipermarketów, w których pod jednym dachem można kupić wszystko, sięga marca 1979, kiedy w Saskatoon, najludniejszym mieście prowincji Saskatchewan, oddano do użytku pierwszy sieciowy sklep pod ówczesnym szyldem SuperValu. Należał do Loblaw Companies – największej kanadyjskiej sieci handlu detalicznego produktami spożywczymi. Mimo iż nazwa SuperValue jest wciąż regionalnie używana (m.in. w Kolumbii Brytyjskiej), większość tych sklepów oraz największe powierzchniowo obiekty z innych podległych sieci Loblawa – obdarzono z początkiem XXI wieku nowym szyldem: Real Canadian Superstore.
Spowodowane to zostało działaniami konkurencyjnego giganta Wal-Mart z USA, który podjął próbę zmonopolizowania kanadyjskiego rynku przy pomocy swego formatu Supercenter – wielobranżowych gigantów, których asortyment obejmował praktycznie wszystko, co potrzebne w życiu codziennym.
Dla przeciętnego konsumenta wojna o strefy wpływów jest niewidoczna. Technicznie linia podziału na kanadyjskie i amerykańskie nie zawsze ma sens, gdyż niektóre sieci odsprzedają sobie sklepy wraz z nazwą, a czasem przekazują pod kontrolę całe obszary operacyjne. Podkreślenie, że sklep jest „prawdziwie kanadyjski” (jak w przypadku Real Canadian Superstore) jest marketingową grą nastawioną na narodowe sympatie i patriotyczny odruch. Kanadyjski konsument może nie być świadomy do czyjej kasy wkłada wydawane na zakupach pieniądze, ale drzemie w nim podskórny, pozytywny szowinizm. Po prostu chce kupować „u siebie” czego dowodem choćby nieprzerwana hossa klasycznego kanadyjskiego sklepu Canadian Tire.
Potężną kanadyjską ripostę na zakusy gigantycznych amerykańskich hipermarketów tworzy obecnie 107 sklepów (2007), najwięcej w Ontario. Powierzchnia niektórych przekracza 150 tys. m². To więcej niż Plac Czerwony w Moskwie.
Największy znajduje się w Windsor, choć miał być w Toronto w miejscu, które budziło społeczny sprzeciw. Była to świątynia kibiców hokeja i dawna siedziba drużyny Toronto Maple Leafs, czyli Maple Leafs Gardens. Leciwa ale zasłużona arena powstała jeszcze na początku lat 30. Była świadkiem 12 zwycięstw Toronto w Pucharze Stanleya, występował tu Elvis Presley i Beatlesi. W 2004 arenę odkupił Loblaw, by przerobić na sklep-gigant. Niezwykły pomysł niektórych, aby połączyć lodowisko ze sklepem miał szanse powodzenia, ale w końcu fanatycy hokeja przegrali z decyzjami miejskich decydentów. Mimo to budowa nie posuwa się.
W Albercie moda na gigantomanię zagościła także w sklepach monopolowych. W prowincji tej dopuszczalny jest obrót alkoholem w sklepach nie kontrolowanych przez rząd, byleby nie były to sklepy z żywnością. W związku z tym filie Loblawa powołały do życia 28 wielkich Real Canadian Liquorstores, które zawsze są stawiane w pobliżu Real Canadian Superstores. Oferowany jest każdy rodzaj trunku we wszelkiej obfitości, a nawet produkt własny: piwo President’s Choice.
W prowincjach atlantyckich i Quebecu RC Superstore jeszcze nie jest znany, ale odpowiednie zakupy i adaptacja lokali już mają miejsce. Tam, gdzie nie da się zainstalować supersklepu ze względu na zbyt małą powierzchnię lokalu, przybierze on inną „patriotyczną” nazwę: Great Canadian Food Store. W najbliższych 2 latach w Ontario pojawią się 44 takie szyldy.

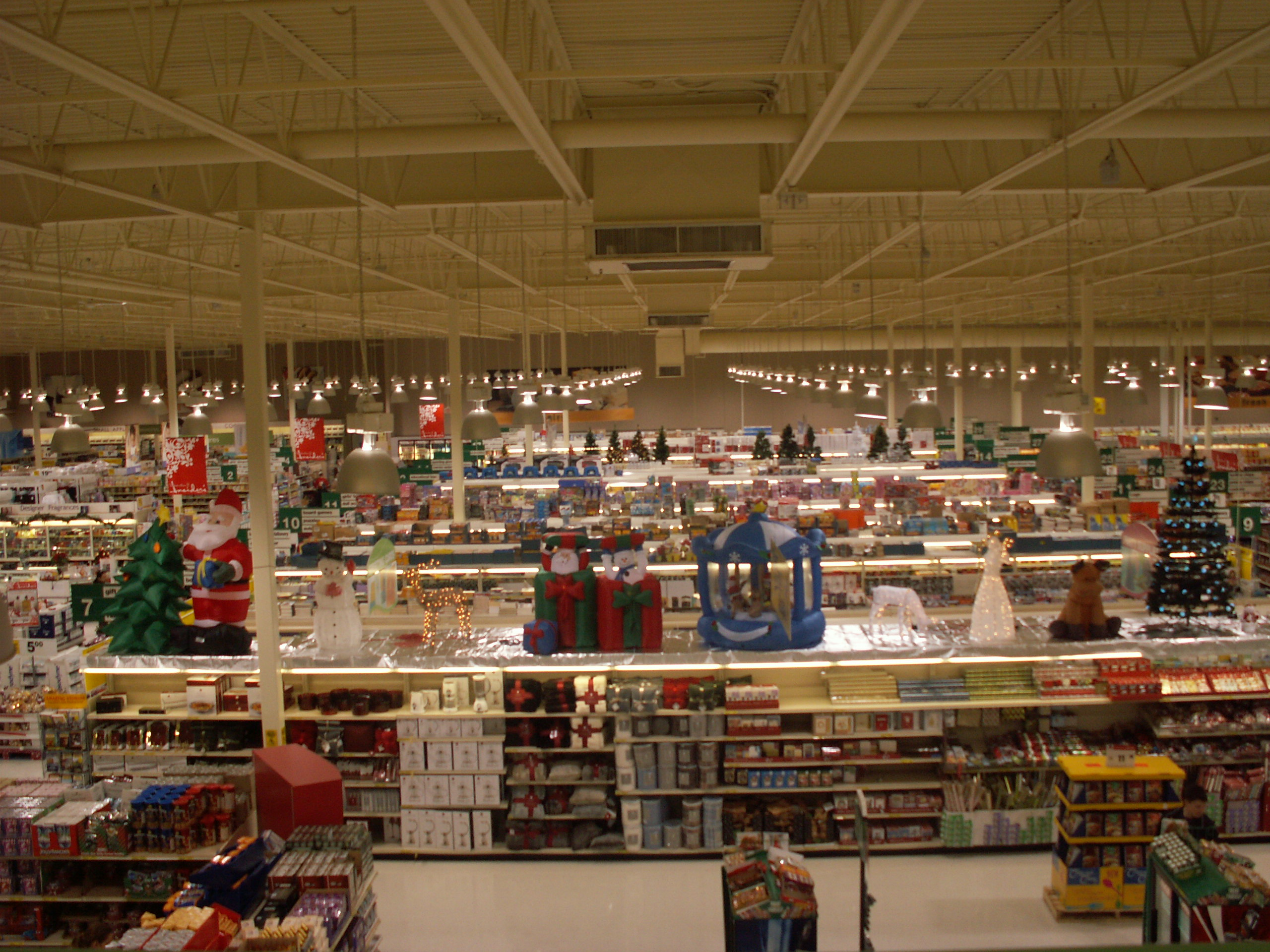
Real Canadian Superstore w Winkler w Manitobie

## Miasto pod dachem
Największą przestrzenią obdarzono w RC Superstore produkty spożywcze, ale aż jedną trzecią powierzchni zajmuje sprzęt elektroniczny, artykuły gospodarstwa domowego i wyroby odzieżowe. z wyjątkiem elektroniki, półki w sklepie wypełniają w większości wyroby własnych marek Loblawa, takich jak Life at Home lub President’s Choice. Ta ostatnia firmuje praktycznie każdy rodzaj żywności oprócz pieczywa, nabiału i wina. Podczas gdy większość sklepów swoją własną produkcję wycenia najtaniej, President’s Choice nie stosuje tej zasady. Zostawia ją innej markowej etykiecie Loblawa, znanej jako no name (zawsze żółta nalepka). Znalezienie na półce towaru z logiem President’s Choice jest najpewniejszą oznaką, że pod tym właśnie konkretnym dachem panuje królestwo Loblawa.
Real Canadian Superstore nie skąpi też usług komplementarnych: są punkty obróbki fotograficznej PhotoLab, apteki DrugStore (niektóre obsługują klientów w samochodach), kluby dla odchudzających się, bary, świetlice dzielnicowe, a także małe przychodnie lekarskie.